# 富水水库
富水水库的库区位于湖北省黄石市阳新县和咸宁市通山县，是以防洪、发电为主要功能的大（一）型水库。该水库于1958年8月12日破土动工，该工程被列为国家“二五”重点工程。

## 水库历史
富水水库于1958年8月12日破土动工，被列为国家“二五”重点工程，1964年竣工。 参加施工单位有新州、黄冈、麻城、红安、罗田、英山、浠水、蕲春、广济、黄梅、鄂城、大冶12个县及阳新县海口、太子、白沙、荻田、三溪、龙港、排市、木港、枫林、陶港10个区。修建用工高峰期，有22个民工团，民工人数达到6万余人。
1969年长江洪水中，7月17日水库大坝出险，入库洪峰流量达5211立方米每秒、库水位达到建库以来最大高度59.28米，最大泄洪量达到4000立方米没面，溢洪道一号闸门在半开启状态下泄洪，导致闸门支臂扭曲失事。水库闸门失事使得富水、星潭、排市、率州、城关（已改名兴国镇）等地的沿河两岸农田房屋被淹，造成20人死亡、54人受伤，造成2.3万公顷农田受灾、无收面积1.6万公顷，倒塌房屋10156间，毁坏塘堰堤垸等561处。

## 工程简介
枢纽工程由大坝、溢洪道、发电输水管、电站和总干渠组成，位于阳新县境内。水库总库容16.65亿方，相应水域面积74.5平方公里，通山县占96.5%。由湖北省水利厅直属单位——湖北省富水水库管理局管理，亦是湖北省管第二大水库。

## 地理环境
富水水库与国家级风景名胜区九宫山毗邻，距九宫山仅80公里。
周围毗邻的风景区还有七峰山、后山瀑布、仙岛湖、网湖、金竹尖、九龙宫、凤栖洞等。